# Hugh Town
Hugh Town est une localité des Sorlingues, un archipel au large des Cornouailles, en Angleterre. Elle est située sur l'île de St Mary's, sur un isthme qui relie la péninsule connue sous le nom de The Garrison avec le reste de l'île.
La principale rue à Hugh comporte des commerces, dépendants du tourisme. On peut aussi y trouver des banques, des hôtels, des pubs, un hôpital, et trois églises (anglicane, catholique et méthodiste).
Plusieurs plages se situent aux alentours. La forteresse du Star Castle est désormais un hôtel. Le principal quai de Saint-Marie est situé dans la ville d'Hugh, où accoste le ferry Scillonian III et le cargo Gry Maritha.
L'Aéroport de Saint-Marie est situé juste à l'extérieur de la ville Hugh, d'où partent des vols réguliers par hélicoptère pour Penzance.